# Huta Różaniecka

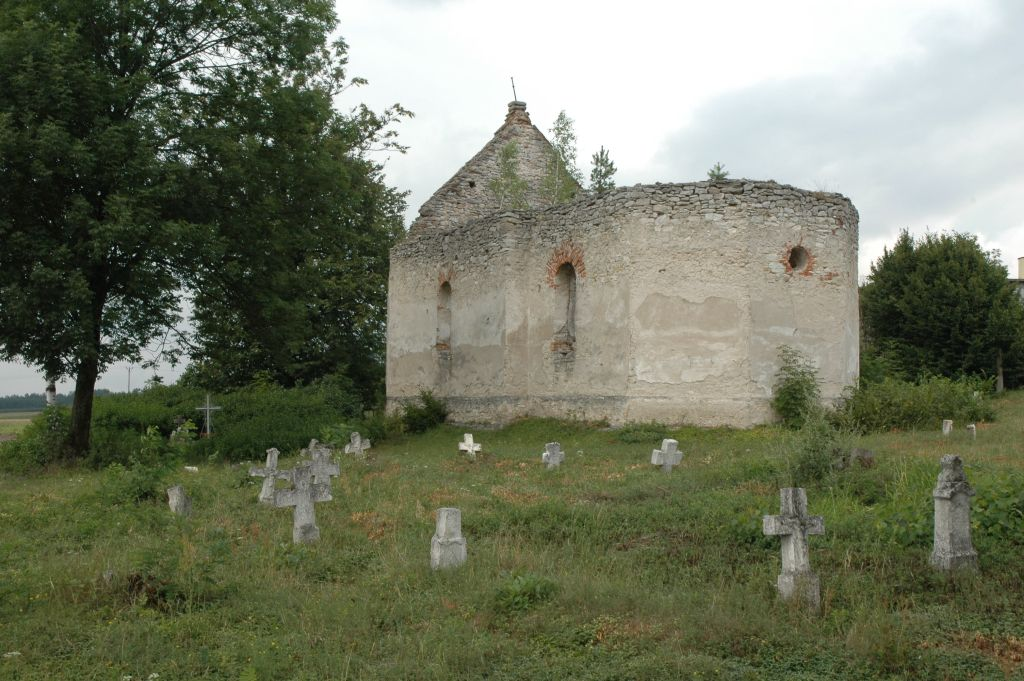
Ruiny Cerkwi pw. św. Mikołaja w Hucie Różanieckiej z 1835 roku

Huta Różaniecka – wieś w Polsce położona w województwie podkarpackim, w powiecie lubaczowskim, w gminie Narol.
W latach 1975–1998 miejscowość administracyjnie należała do województwa przemyskiego.
We wsi znajduje się kapliczka z XIX w. i liczne kamieniołomy powstałe na zboczach Garbu Różanieckiego.
Wieś starostwa niegrodowego lubaczowskiego w XVIII wieku.
Wieś jest siedzibą rzymskokatolickiej parafii Chrystusa Króla w Hucie Różanieckiej.

## Część wsi
| SIMC    | Nazwa     | Rodzaj    |
| ------- | --------- | --------- |
| 0606748 | Gajówka   | część wsi |
| 0606754 | Maziarnia | część wsi |
| 0606760 | Podsigła  | część wsi |

## Historia
Najpierw tereny te porastały lasy, które przetrzebili hutnicy, dymarze, maziarze i węglarze. Na tak pozostawionym terenie osiedlili się osadnicy Mazurscy i założyli wieś na początku XVIII wieku, na terenie Płazowa, która początkowo nazywała się Huta Płazowska lub Huta Prosta Płazowska. Był to ośrodek przemysłu leśnego (smolarstwa, węglarstwa i gonciarstwa). Początkowo wieś składała się z części centralnej i przysiółków: Banachy, Huta Stara, Korkosze, Maziarnia, Podsigły i Rebizanty. Nazwa „Rebizanty” pochodzi prawdopodobnie od nazwiska królewskiego leśniczego. Była to wieś królewska w obrębie starostwa lubaczowskiego, po 1772 roku w dobrach kameralnych. W 1818 roku wieś została sprzedana hr. Janowi Brunickiemu i należała do dóbr Ruda Różaniecka. W 1713 roku z inicjatywy hetmana wielkiego koronnego i starosty lubaczowskiego Adama Mikołaja Sieniawskiego założono Hutę szkła zwykłego.
W 1921 roku we wsi było 105 domów. W 1939 roku we wsi było 1400 mieszkańców (w tym: 200 Ukraińców, 1195 Polaków i 5 Żydów). 24, 26, 29 czerwca i 3 lipca 1943 wieś pacyfikowali Niemcy. W wyniku tych czterech akcji wywieziono do obozów lub zamordowano większość mieszkańców. Śmierć poniosło ogółem 47 osób. W 1945 roku podczas Akcji „Wisła” wysiedlono 18 Ukraińców.

## Religia

### Cerkiew Greckokatolicka
Według tradycji pierwsza cerkiew została zbudowana przez mnichów z pobliskiego Monasteru Bazyliańskiego, po północnej stronie Tanwi. Gdy ok. połowy XVIII wieku zgromadzenie zostało zlikwidowane, kilku mnichów wraz z obrazem św. Mikołaja przenieśli się na wzgórze „Cerkwisko”, gdzie później powstała parochia greckokatolicka. Od połowy XVIII wieku rozwijał się kult cudownej ikony św. Mikołaja. Kolejną cerkiew zbudowano w innym miejscu z fundacji ks. Leona Lebedyńskiego. Cerkiew ta już w 1825 roku była w złym stanie technicznym i rozebrano ją i na tym miejscu w 1836 roku z fundacji hr. Hermana Brunickiego została zbudowana murowana cerkiew pw. św. Mikołaja. Była to cerkiew filialna parochii w Płazowie. W 1875 i 1922 roku cerkiew była remontowana. Cerkiew wraz z drewniana dzwonnicą została 26 VI 1943 roku spalona przez Niemców podczas akcji pacyfikacyjnej, pozostały tylko ruiny z cmentarzem (z krzyżami z XVII i początku XIX wieku).

### Kościół Rzymskokatolicki
W 1913 roku rozpoczęto budowę kościoła, ale z powodu wybuchu I wojny światowej budowę przerwano. Budowę zakończono po wojnie i kościół oddano do użytku w 1926 roku, jako kaplicę dojazdową. W 1970 roku została erygowana parafia w Hucie Różanieckiej pw. Chrystusa Króla.

## Oświata
Początki szkolnictwa w Hucie Różanieckiej, są datowane na 1896 rok, gdy powstała szkoła ludowa jednoklasowa. Przydatnym źródłem archiwalnym do poznawania historii szkolnictwa w Galicji są austriackie Szematyzmy Galicji i Lodomerii, które podają wykaz szkół ludowych, wraz z nazwiskami ich nauczycieli. Pierwszym nauczycielem został Teodor Biłous, a od 1905 roku szkoła posiadała pomocnice: Klementyna Michajłówna (1904-1905), Eugenia Pychówna (1907-1911), Anna Czerniewicz (1911-1914?).
Nauczyciele kierujący
1896–1897. Teodor Biłous.
1897–1898. Maria Tarnawska.
1898–1903. Michał Perzyło.
1903–1904. Józefa Balcerówna.
1904–1907. Aniela Pawlikowska.
1907–1914(?). Stefania Pychówna.
Po likwidacji szkoły, w jej budynku działa Szkolne Schronisko Młodzieżowe.